# Tranquility Base

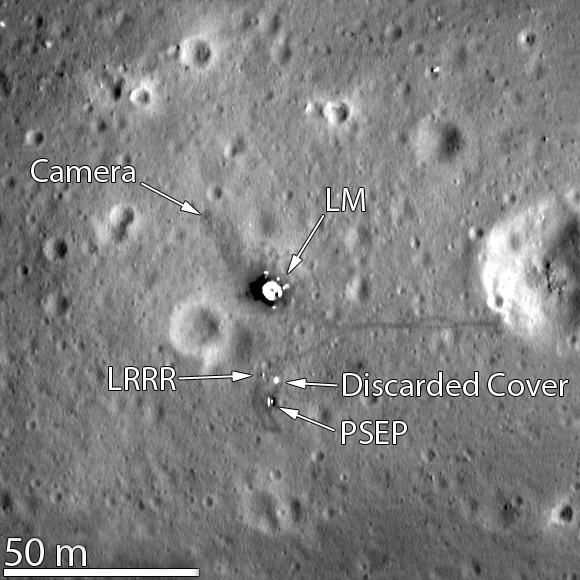
Aufnahme der Mond-Aufklärungssonde LRO vom März 2012 in hoher Auflösung.
LM = Apollo 11 Landing Site,
LRRR = Laser Ranging Retroreflector,
PSEP = Passive Seismic Experiment

Die Tranquility Base, auch lateinisch Statio Tranquillitatis, ist der Landepunkt der ersten bemannten Mondfähre im Mare Tranquillitatis.
Bei der ersten bemannten Mondlandung der Apollo-11-Mission im Rahmen des Apollo-Programms setzte die Apollo-Mondlandefähre „Eagle“ (Adler) am 20. Juli 1969 um 20.17 Uhr GMT in der südwestlichen Ebene eines Mondmeeres auf, das von Astronomen unter der Bezeichnung Mare Tranquillitatis, „Meer der Ruhe“, geführt wird. Nach dem Aufsetzen meldete Neil Armstrong die erfolgreiche Landung mit den Worten „Houston, Tranquility Base here. The Eagle has landed.“ („Houston (Bodenkontrolle), hier Tranquility-Station, der Adler ist gelandet“).
Die Internationale Astronomische Union hat zu Ehren dieser Mission den Namen „Tranquility Base“ offiziell in die Mondkarten aufgenommen, sie wird dort unter ihrer lateinischen Entsprechung Statio Tranquillitatis geführt, in Angleichung an die durchweg mit lateinischen Bezeichnungen benannten Details auf der Mondkarte.
Das Gebiet um die Landestelle gilt auch als Typlokalität der drei Minerale Armalcolit, Pyroxferroit und Tranquillityit, da diese erstmals in den von dort aufgesammelten Gesteinsproben entdeckt wurden.
Dort befindet sich auch der erste der drei Lunar Laser Ranging-Reflektoren, der im Rahmen des Apollo-Programms von Buzz Aldrin dort aufgestellt wurde. Mit diesem ist bis heute eine bis auf wenige Zentimeter genaue Messung der Entfernung des Mondes von der Erde möglich. Für die Herstellung der Prismen wurde ein hochtemperaturfestes Quarzglas mit einem besonders niedrigen Brechungsindex verwendet. Die Entwicklung des Glases und die Herstellung der Prismen wurde von der Firma Heraeus in Hanau unter anderem von den Ingenieuren Heinrich Mohn und Peter Hitzschke durchgeführt.
Drei kleine Mondkrater nördlich der Landestelle erhielten nach den Mitgliedern der Mission die Namen Aldrin, Collins und Armstrong.